# Comuna Verbivți, Șepetivka
Verbivți (în ucraineană Вербівці) este o comună în raionul Șepetivka, regiunea Hmelnîțkîi, Ucraina, formată din satele Suljîn, Verbivți (reședința) și Vîșneve.

## Demografie
Componența lingvistică a comunei Verbivți
     Ucraineană (97,45%)
     Rusă (2,15%)
     Alte limbi (0,2%)
Conform recensământului din 2001, majoritatea populației comunei Verbivți era vorbitoare de ucraineană (97,45%), existând în minoritate și vorbitori de rusă (2,15%).